# フェアビュー・ファーンデール
フェアビュー・ファーンデール (Fairview-Ferndale) は、アメリカ合衆国ペンシルベニア州ノーサンバーランド郡にある町である。2000年現在の人口は2,411人。

## 地理
フェアビュー・ファーンデールは北緯40度46分59秒、西経76度34分22秒にある。アメリカ国勢調査局によると、フェアビュー・ファーンデールの総面積は2.4km2で、すべて陸地である。

## 人口
2000年の国勢調査によると、フェアビュー・ファーンデールの人口は2,411人であり、1,040世帯、684家族が居住している。人口密度は1平方キロメートルあたり1,023.0人である。1,168軒の家があり、1平方キロメートルあたり495.6軒の家が建っている。町の人種構成は、99.25%が白人、0.21%が黒人ないしアフリカ系アメリカ人、0.04%がアメリカ先住民、0.08%がアジア人、0.00%が太平洋諸島系、0.12%がその他の人種であり、0.29%は混血である。人口の0.12%はラテン系である。
全世帯の22.7%には18歳未満の子供が同居しており、48.3%は夫婦で一緒に生活している。11.3%は夫のいない女性が世帯主であり、35.1%は独身である。全世帯の31.6%は一人暮らしであり、17.4%が65歳以上である。平均世帯人数は2.29人、平均家族人数は2.83人である。
フェアビュー・ファーンデールの人口は、18.8%が18歳未満、18歳以上24歳以下が7.5%、25歳以上44歳以下が26.5%、45歳以上64歳以下が24.1%、65歳以上が23.2%である。年齢の中央値は43歳である。女性100人に対して男性は90.4人であり、18歳以上の100人の女性に対して男性は89.5人である。
町の1世帯あたりの平均収入は27,219ドルであり、1家族あたりの平均収入は34,976ドルである。男性の平均収入が27,860ドルに対し、女性の平均収入は18,924ドルである。1人あたりの収入は15,400ドルである。人口の12.8%（全家族の10.3%）が極貧層である。18歳以下の住民の17.8%、65歳以上の住民の11.0%は貧しい生活を送っている。